# Chraplewo (osada leśna w powiecie nowotomyskim)
Chraplewo – osada leśna w (leśniczówka) Polsce położona w województwie wielkopolskim, w powiecie nowotomyskim, w gminie Kuślin.